# ریکاردو سرنا
ریکاردو سرنا (انگلیسی: Ricardo Serna؛ زادهٔ ۲۱ ژانویهٔ ۱۹۶۴) بازیکن فوتبال اهل اسپانیا است.
از باشگاه‌هایی که در آن بازی کرده‌است می‌توان به باشگاه ورزشی رئال مایورکا، باشگاه فوتبال دپورتیوو لاکرونیا، باشگاه فوتبال گرانادا، باشگاه فوتبال سویا، و باشگاه فوتبال بارسلونا اشاره کرد.
وی همچنین در تیم‌های ملی فوتبال زیر ۱۸ سال اسپانیا، زیر ۲۱ سال اسپانیا، زیر ۲۳ سال اسپانیا، Spain national amateur football team، و اسپانیا بازی کرده‌است.